# Conrado Blanco
Conrado Blanco Plaza (Quintanar de la Sierra, provincia de Burgos; 19 de febrero de 1913-Madrid, 30 de junio de 1998) fue un poeta y empresario teatral español. Fue el fundador de Alforjas para la Poesía y empresario del teatro Lara de Madrid.

## Biografía
Huye de su casa durante la adolescencia y, antes de tener veinte años, comienza a organizar compañías teatrales que interpretan comedias en verso escritas por él mismo. Para sacar adelante estas empresas tuvo que pedir ayuda a sus padres, que se la prestaron no muy convencidos de los proyectos de su hijo. 
En los años treinta organiza los recitales conocido como Alforjas para la Poesía en Madrid. Gracias a esta iniciativa se dan a conocer muchos nuevos poetas españoles. Con Alforjas para la Poesía colaboraron, entre otros, los poetas José García Nieto, Leopoldo Panero, Felipe Sassone, Gerardo Diego, José María Pemán, Rafael Duyos, Federico Muelas, Juan Antonio Villacañas, Juan Pérez Creus, Manuel Alcántara y Mariano Povedano. 
En 1942 se hace con la gestión del teatro Lara. Es un momento álgido para el teatro en España y Conrado consigue que autores de éxito como Joaquín Calvo Sotelo, Juan Ignacio Luca de Tena o José María Pemán estrenen en su teatro. 